# بو والاس
بو والاس (بالإنجليزية: Bo Wallace)‏ هو لاعب كرة قدم أمريكية أمريكي، ولد في 23 يونيو 1992 في بولاسكي في الولايات المتحدة.